# Sergio Elgueta
Sergio Benedicto Elgueta Barrientos (Puerto Montt, 4 de febrero de 1933-Puerto Montt, 3 de enero de 2025) fue un abogado y político chileno del Partido Demócrata Cristiano (PDC). Se desempeñó como diputado entre 1990 y 2002.
Fue alcalde de Puerto Montt entre 1971 y 1973 y fue Presidente de Deportes Puerto Montt entre 1985 y 1987.

## Primeros años de vida
Fue hijo de Benedicto Elgueta y de María Isabel Barrientos. Los estudios primarios los realizó en la Escuela Fiscal N.°7 de Puerto Montt, y los secundarios, en el Colegio San Francisco Javier de la misma ciudad; luego de finalizada su etapa escolar, ingresó a la Universidad de Concepción, donde estudió Derecho y se tituló de abogado.

### Matrimonio e hijos
Se casó con Lilian Catalán Barrientos y tuvieron tres hijos.

## Vida pública
Sus actividades políticas las inició durante la época universitaria, cuando se incorporó a la Falange Nacional, y luego, a la Democracia Cristiana, en 1957; en representación de esta última, ocupó los máximos cargos provinciales y comunales de la Provincia de Llanquihue.
Posteriormente, se desempeñó como secretario general de la campaña presidencial de Eduardo Frei Montalva, en 1964, y como generalísimo del candidato a presidente de la Democracia Cristiana, Radomiro Tomic, en 1970.
En los años siguientes obtuvo importantes puestos en el sector público; asumió como regidor de Puerto Montt en tres ocasiones, 1963, 1967 y 1971. También, fue alcalde de esta ciudad entre 1972 y 1973.
Por otra parte, desarrolló trabajos relacionados con su profesión. 
Fue presidente del Colegio de Abogados de la Región y abogado integrante de la Corte de Apelaciones de Puerto Montt.
Encargado de la Comisión Pro Visita del Papa Juan Pablo II a la Décima Región.
En 1989 fue elegido diputado, por el Distrito N.°57, comunas de "Calbuco, Maullín, Cochamó y Puerto Montt", X Región, período 1990 a 1994; integró la Comisión Permanente de Gobierno Interior, Regionalización, Planificación y Desarrollo Social; la de Recursos Naturales, Bienes Nacionales y Medio Ambiente; la de Derechos Humanos, Nacionalidad y Ciudadanía; la de Constitución, Legislación y Justicia; la de Obras Públicas, Transportes y Telecomunicaciones; la de Trabajo y Seguridad Social y la de Agricultura, Desarrollo Rural y Marítimo.
Miembro de la Comisión Especial de la Corporación de Fomento de la Producción, CORFO, de la Dirección General de Deportes, DIGEDER y de la de Igualdad de Cultos. 
En diciembre de 1993 fue reelecto diputado, por el mismo Distrito, período 1994 a 1998; integró la Comisión Permanente de Gobierno Interior, Regionalización, Planificación y Desarrollo Social; la de Constitución, Legislación y Justicia, de la que fue su presidente y fue diputado reemplazante en la Comisión Permanente de Familia.
En 1997 fue reelecto diputado, por el mismo Distrito Nº57, período 1998 a 2002; integró la Comisión Permanente de Gobierno Interior, Regionalización, Planificación y Desarrollo Social y la de Defensa Nacional.
Miembro de la Comisión Especial de Codelco; de la Comisión Sede del Congreso; de Giros de Sumas de Dinero Realizadas por el Ejército; de Ley de Pesca y de la Comisión Encargada de Formalizar y Proseguir ante el Senado la Acusación Constitucional en Contra de tres Ministros de la Corte Suprema. Miembro de la Comisión Mixta Acerca del Proyecto de Ley Sobre Normas de Libertad de Expresión.
En 2001 buscó su tercera reelección, sin éxito.
Entre otras cosas, ha dirigido diversas organizaciones gremiales, profesionales y deportivas; fue presidente del Club de Deportes Puerto Montt.
Hasta su fallecimiento, era notario en Puerto Varas.

## Historia electoral

### Elecciones parlamentarias de 1989
- Elecciones parlamentarias de 1989 a Diputado por el distrito 57 (Calbuco, Cochamó, Maullín y Puerto Montt)[3]

| Candidato                  | Pacto                          | Partido | Votos  | %     | Resultado |
| -------------------------- | ------------------------------ | ------- | ------ | ----- | --------- |
| Sergio Elgueta Barrientos  | Concertación por la Democracia | DC      | 22 650 | 28,63 | Diputado  |
| Carlos Kuschel Silva       | Democracia y Progreso          | RN      | 21 211 | 26,81 | Diputado  |
| Gonzalo Pineda Bravo       | Concertación por la Democracia | PPD     | 20 240 | 25,59 |           |
| Celia Brahm Navarrete      | Partido Nacional               | ILF     | 7995   | 10,11 |           |
| Patricio González Saldivia | Democracia y Progreso          | RN      | 5625   | 7,11  |           |
| Víctor Neira Ojeda         | Partido del Sur                | ILC     | 868    | 1,1   |           |
| José Alberto Segura Díaz   | Partido del Sur                | ILC     | 515    | 0,65  |           |

### Elecciones parlamentarias de 1993
- Elecciones parlamentarias de 1993 a Diputado por el distrito 57 (Calbuco, Cochamó, Maullín y Puerto Montt)[4]

| Candidato                   | Pacto                                | Partido | Votos  | %     | Resultado |
| --------------------------- | ------------------------------------ | ------- | ------ | ----- | --------- |
| Sergio Elgueta Barrientos   | Concertación por la Democracia       | DC      | 24 895 | 30,85 | Diputado  |
| Carlos Kuschel Silva        | Unión por el Progreso de Chile       | RN      | 20 287 | 25,14 | Diputado  |
| Ramón Espinoza Sandoval     | Concertación por la Democracia       | PS      | 17 965 | 22,26 |           |
| Federico Oelckers Sepúlveda | Unión por el Progreso de Chile       | UDI     | 14 665 | 18,17 |           |
| Irma Alvarado Barría        | Alternativa Democrática de Izquierda | PC      | 2897   | 3,59  |           |

### Elecciones parlamentarias de 1997
- Elecciones parlamentarias de 1997 a Diputado por el distrito 57 (Calbuco, Cochamó, Maullín y Puerto Montt)[5]

| Candidato                   | Pacto                          | Partido | Votos  | %     | Resultado |
| --------------------------- | ------------------------------ | ------- | ------ | ----- | --------- |
| Carlos Kuschel Silva        | Alianza por Chile              | RN      | 22 284 | 31,54 | Diputado  |
| Sergio Elgueta Barrientos   | Concertación por la Democracia | DC      | 19 404 | 27,46 | Diputado  |
| Gonzalo Pineda Bravo        | Concertación por la Democracia | PPD     | 16 262 | 23,01 |           |
| Raúl Correa Brahm           | Unión por Chile                | ILB     | 17 613 | 10,77 |           |
| Ana Isabel Brevis Velásquez | La Izquierda                   | PC      | 2597   | 3,68  |           |
| Arturo Castro Vidal         | Humanista                      | PH      | 1450   | 2,05  |           |
| Gervoy Paredes Rojas        | La Izquierda                   | ILD     | 1050   | 1,49  |           |

### Elecciones parlamentarias de 2001
- Elecciones parlamentarias de 2001 a Diputado por el distrito 57 (Calbuco, Cochamó, Maullín y Puerto Montt)[6]

| Candidato                 | Pacto                          | Partido | Votos  | %     | Resultado |
| ------------------------- | ------------------------------ | ------- | ------ | ----- | --------- |
| Eduardo Lagos Herrera     | Concertación por la Democracia | PR      | 20 565 | 27,37 | Diputado  |
| Carlos Kuschel Silva      | Alianza por Chile              | RN      | 19 004 | 25,29 | Diputado  |
| Marisol Turres Figueroa   | Alianza por Chile              | UDI     | 17 594 | 23,42 |           |
| Sergio Elgueta Barrientos | Concertación por la Democracia | DC      | 14 545 | 19,36 |           |
| María Alvarado Barría     | Partido Comunista de Chile     | PC      | 2112   | 2,81  |           |
| Guido Ojeda Bertin        | Partido Comunista de Chile     | ILC     | 1312   | 1,75  |           |